# Pityophagus laevior
Pityophagus laevior ist ein Käfer aus der Familie der Glanzkäfer und der Unterfamilie Cryptarchinae. Die artenarme Gattung Pityophagus ist in Europa mit drei Arten vertreten, die auch alle in Mitteleuropa vorkommen. Weltweit zählt man sieben Arten zu der Gattung.
In der Zusammenstellung Verzeichnis und Rote Liste der Totholzkäfer Baden-Württembergs wird Pityophagus laevior in die Kategorie ‚extrem selten‘ eingestuft mit der Zusatzbemerkung ‚Besondere Verantwortlichkeit in Baden-Württemberg‘. In der Roten Liste gefährdeter Tiere Deutschlands wird die Art in der Kategorie zwei (stark gefährdet) geführt.
Der Käfer kann leicht mit dem weiter verbreiteten Rostroten Kiefernglanzkäfer Pityophagus ferrugineus verwechselt werden.

## Bemerkungen zum Namen
Pityophagus laevior wurde 1872 von Abeille de Perrin unter dem noch heute gültigen Namen erstmals beschrieben. Der Artzusatz laevior (lat. ‚lāēvior‘) bedeutet ‚glatter‘. Abeille de Perrin gestaltet einen Großteil seiner Beschreibung als direkten Vergleich mit Pityophagus ferrugineus und führt aus, dass die Punktierung der Flügeldecken bei P. laevior glatter ist als bei P. ferrugineus.
Die Gattung Pityophagus wurde 1839 von Shuckard von der Gattung Ips Fabricius (nicht Ips De Geer) abgespalten. Der Name Pityóphagus ist von altgriechisch πίτυς pítys, deutsch ‚Kiefer oder Fichte‘ und φάγος phágos, deutsch ‚Fresser‘ abgeleitet und wurde nach Shuckards eigenen Angaben in Anspielung darauf vergeben, dass sich Pityophagus ferrugineus von der Pflanzengattung Pinus ernährt.

## Eigenschaften des Käfers
|                            |
|                            |
| Aufsicht und Seitenansicht |

Der Käfer wird 4,8 bis acht Millimeter, gewöhnlich fünf bis gut sechs Millimeter lang und ist damit durchschnittlich etwas größer als der Rostrote Kiefernglanzkäfer Pityophagus ferrugineus. Er ist annähernd zylindrisch, etwas stärker abgeflacht als Pityophagus ferrugineus. Der Käfer ist rotgelb, gelblicher und einheitlicher gefärbt als Pityophagus ferrugineus.
Der große Kopf wird leicht gesenkt getragen. Die kleinen Augen sind fast flach. Die Schläfen sind lang, können aber teilweise unter den Halsschild zurückgezogen werden. Der Kopf ist weitläufiger punktiert als der von Pityophagus ferrugineus. Der Kopfschild ist nach vorn vorgezogen und verdeckt die mit ihm verwachsene Oberlippe. Die elfgliedrigen Fühler sind vor den Augen an der Basis der Mandibeln eingelenkt. Sie enden in einer breiten, dreigliedrigen Keule. Sie können teilweise in eine tiefe, nach hinten konvergierende Fühlerrinne unterhalb der Augen eingelegt werden.
Der Halsschild ist ebenfalls unauffälliger punktiert als bei Pityophagus ferrugineus. Er ist seitlich und an der Basis deutlich gerandet.
Die Vorderbrust ist in der Mitte nicht wie bei Pityophagus ferrugineus zu einem Kiel zusammengedrückt, sondern nur flach gewölbt. Die Beine sind kurz und kräftig. Die Vorderschienen verbreitern sich nach außen und enden abgestutzt mit einem kräftigen Zahn auf der Außenseite, nicht wie bei Pityophagus quercus abgerundet. Auch die Schienen der anderen Beine enden verbreitert mit einem allerdings schwächer ausgebildeten Außenzahn. Auf der Innenseite liegt bei allen Beinen gegenüber vom Außenzahn ein beweglicher Dorn. Die schlanken Tarsen sind alle fünfgliedrig, die drei ersten Glieder sind einander sehr ähnlich und unterseits behaart, die beiden letzten Glieder deutlich schmaler als die ersten drei und unterseits kahl.
Das Schildchen ist rundlich bis breit dreieckig.
Die matt fett glänzenden Flügeldecken sind unregelmäßig punktiert, in der vorderen Hälfte am gröbsten. Nur im mittleren und hinteren Teil der Flügeldecken ist entlang der Naht ein eingedrückter Streifen mit kleineren Punkten ausgebildet, die teilweise längs zusammenfließen (Nahtstreifen). Die Punkte sind länglich und nicht tief, im mittleren Teil der Flügeldecken ist die Punktierung fein, gegen Ende der Flügeldecken verschwindet sie, anders als bei Pityophagus ferrugineus, ganz. Der Zwischenraum zwischen den Punkten sieht lederartig (chagriniert) aus. Das Ende der Flügeldecken ist abgestutzt und lässt das Ende des Hinterleibs mit dem hinten wulstig aufgeschwollenen Pygidium unbedeckt.

## Biologie
Man findet den Käfer in Nadelwäldern, auf Kiefernheide und Waldwiesen. Er lebt dort unter der Rinde und an den Wurzeln verschiedener Kiefernarten und auch Tannen.
Larven und fertige Käfer ernähren sich von den Pilzhyphen, die in den Gängen der Borkenkäfer, insbesondere des Zwölfzähnigen Kiefernborkenkäfers wachsen.
Die Art wird zur Gilde der Frischholzbesiedler gezählt, die Belegung des Substrats erfolgt – abhängig von der Holzfeuchte – bis ungefähr ein Jahr nach Absterben des Gehölzes. Der Käfer wurde im März im Wald von Sare (Frankreich) massenweise in Fallen in der Nähe von geschlagenen Kiefern gefangen.

## Verbreitung
Die Art ist hauptsächlich in Südeuropa beheimatet, fehlt dort aber im Osten. Sie ist in Portugal, Spanien mit Madeira, Frankreich mit Korsika, Italien ohne Sardinien und Sizilien und in den Anrainerländern der Ostküste des Adriatischen Meeres von Slowenien über Kroatien, Bosnien und Herzegowina bis Montenegro zu finden. Außerdem erreicht sie in Marokko Südafrika. Und in Deutschland, Österreich, Polen, Tschechien, der Slowakei und Ungarn dehnt sich das Verbreitungsgebiet bis Mitteleuropa aus. Bulgarien wird nach der Fauna Europaea nicht zum Verbreitungsgebiet gerechnet, aber im Katalog der Palaearktischen Käfer.